# Portrane
Portrane (in irlandese: Port Reachrann ) è un villaggio nella contea di Fingal, in Irlanda.